# Jóannes Eidesgaard
Jóannes Dan Eidesgaard (født 19. april 1951 i Tvøroyri på Suðuroy) er en færøsk politiker. 
Den 4. februar 2004 blev han valgt af det færøske Lagting (Løgting) som Færøernes lagmand og genvalgt februar 2008. Den 24. september 2008 trådte han tilbage.
Eidesgaard er søn af lærer Erling Eidesgaard og Jona Eidegaard. Han gik på Tvøroyrar skúli 1958-67. Student fra Rungsted Statsskole 1970. Føroya Læraraskúli 1973-77. Han var folkeskolelærer på Suðuroy 1977-90 og fisker 1987-88.
Han er socialdemokrat (Javnaðarflokkurin) og har været medlem af Lagtinget siden 1990. Fra 1991 til 1994 var han landsstyremand under forskellige koalitioner med ansvar for sundheds-, social- og arbejdsmarkedsanliggender. Fra 1994 til 1996 var han vicelagmand og landsstyremand for finanser og økonomi. Siden 1996 er Jóannes Eidesgaard leder af Javnaðarflokkurin.
Fra 1998 til 2001 var han det ene af Færøernes to medlemmer i Folketinget.
Fra 3. februar 2004 til 4. februar 2008 var Jóannes Eidesgaard leder af et koalitionslandsstyre, bestående af Javnaðarflokkurin, Fólkaflokkurin (konservativ) og Sambandsflokkurin (liberal). 
Fra 4. februar 2008 til 26. september 2008 var han leder (lagmand) for et koalitionslandsstyre bestående af Javnaðarflokkurin, Tjóðveldi (republikanerne)og Miðflokkurin (kristeligt centerparti).
30. september 2008 tiltrådte han som landsstyremand for finanser og økonomi i en ny koalition bestående af Javnaðarflokkurin, Fólkaflokkurin (konservativ) og Sambandsflokkurin (liberal). 
Javnaðarflokkurin fik ved valget i januar 2008 i alt 6 af Lagtingets 32 pladser.
I marts 2016 blev Eidesgaard valgt i Røde Kors Færøernes bestyrelse. Den 14. marts blev han valgt til formand ved den nye bestyrelses første møde. Han overtog formandsposten efter Hjalti í Jákupsstovu, der havde været formand i fire år.